# John William Godward

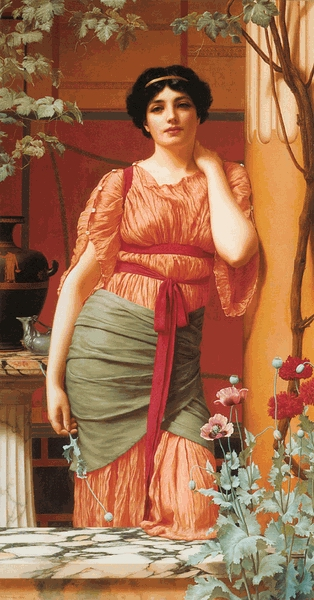
Nerissa, 1906

John William Godward (ur. 9 sierpnia 1861, zm. 13 grudnia 1922) – angielski malarz reprezentujący schyłek wiktoriańskiego neoklasycyzmu, jego twórczość często kojarzona jest z prerafaelitami.

## Życiorys
Urodził się i wychował w Wilton Grove w pobliżu Wimbledonu, w rodzinie szanowanego londyńskiego urzędnika. Wbrew woli rodziny zajął się malarstwem. Wystawiał od 1887 w Royal Academy. W 1912 zerwał wszelkie kontakty z rodziną i wyjechał do Włoch, gdzie zajął się studiowaniem sztuki antycznej. Utrzymywał bliskie kontakty z braćmi Roberto i Augusto Bompiani, mieszkał w Rzymie w pobliżu ogrodów Borghese. W 1919 z powodu kłopotów ze zdrowiem powrócił do Anglii. Schyłek neoklasycyzmu i wzrost znaczenia awangardy artystycznej w Europie doprowadził go do samobójstwa trzy lata później. W liście pożegnalnym miał napisać, że świat jest za mały dla mnie i Picassa. Po śmierci artysty rodzina zniszczyła wszystkie jego dokumenty i fotografie, tak że nie ocalała jego żadna pewna podobizna.

### Twórczość
Godward malował przede wszystkim piękne i wyidealizowane kobiety w antycznym otoczeniu. Głównym źródłem jego inspiracji była klasyczna cywilizacja, a szczególnie sztuka starożytnego Rzymu. Prace artysty odznaczają się drobiazgową dokładnością i popartą głębokimi studiami perfekcją w oddawaniu szczegółów architektury, odzieży i roślin. Pomimo że sam malarz uważał się za neoklasyka bliskiego twórczości Frederica Leightona, to tematyka, kolorystyka i kompozycja jego prac nasuwa skojarzenia z prerafaelitami i twórczością Lawrencea Alma-Tadema.

### Galeria

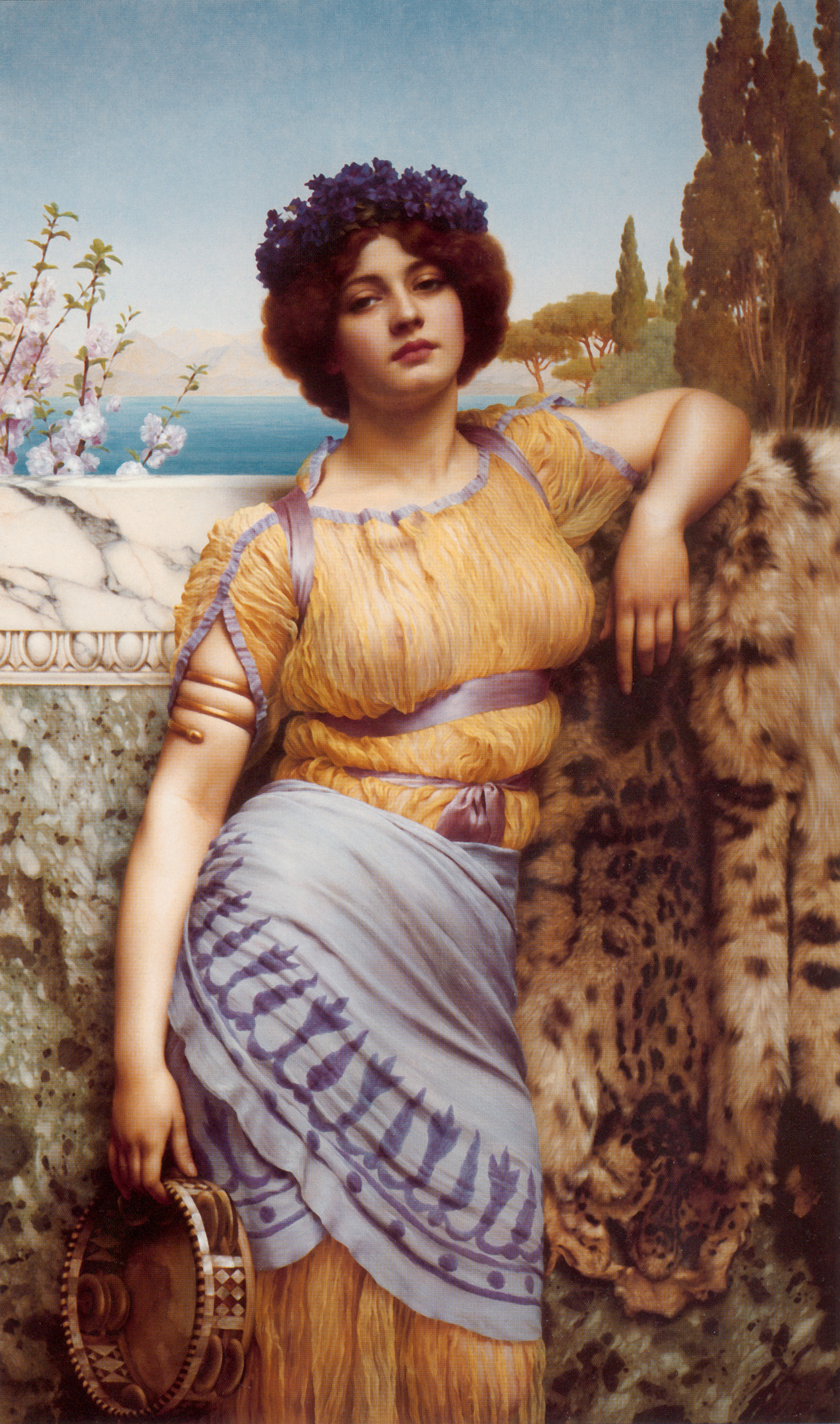
Tancerka, 1902
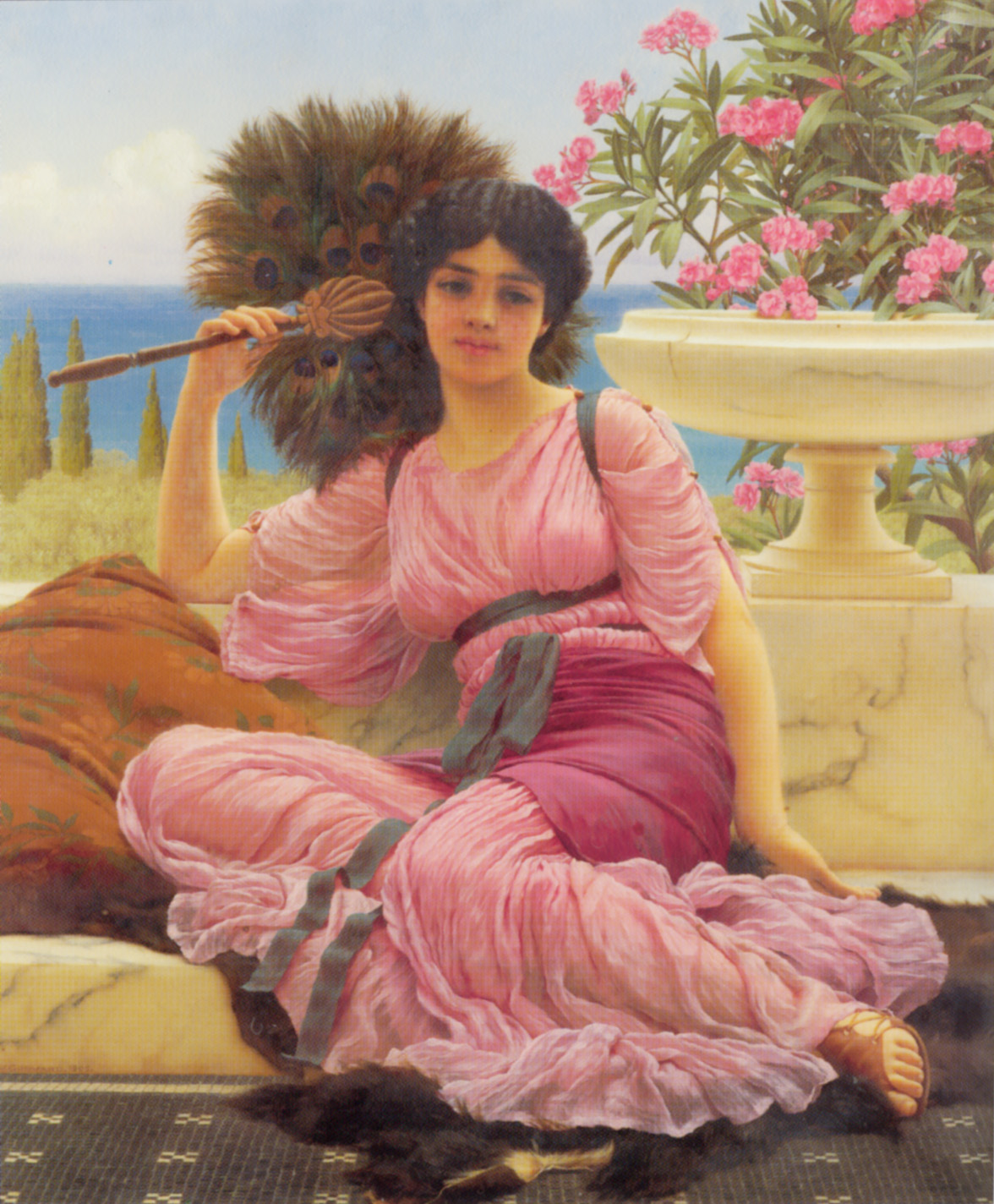
Flabellifera, 1905
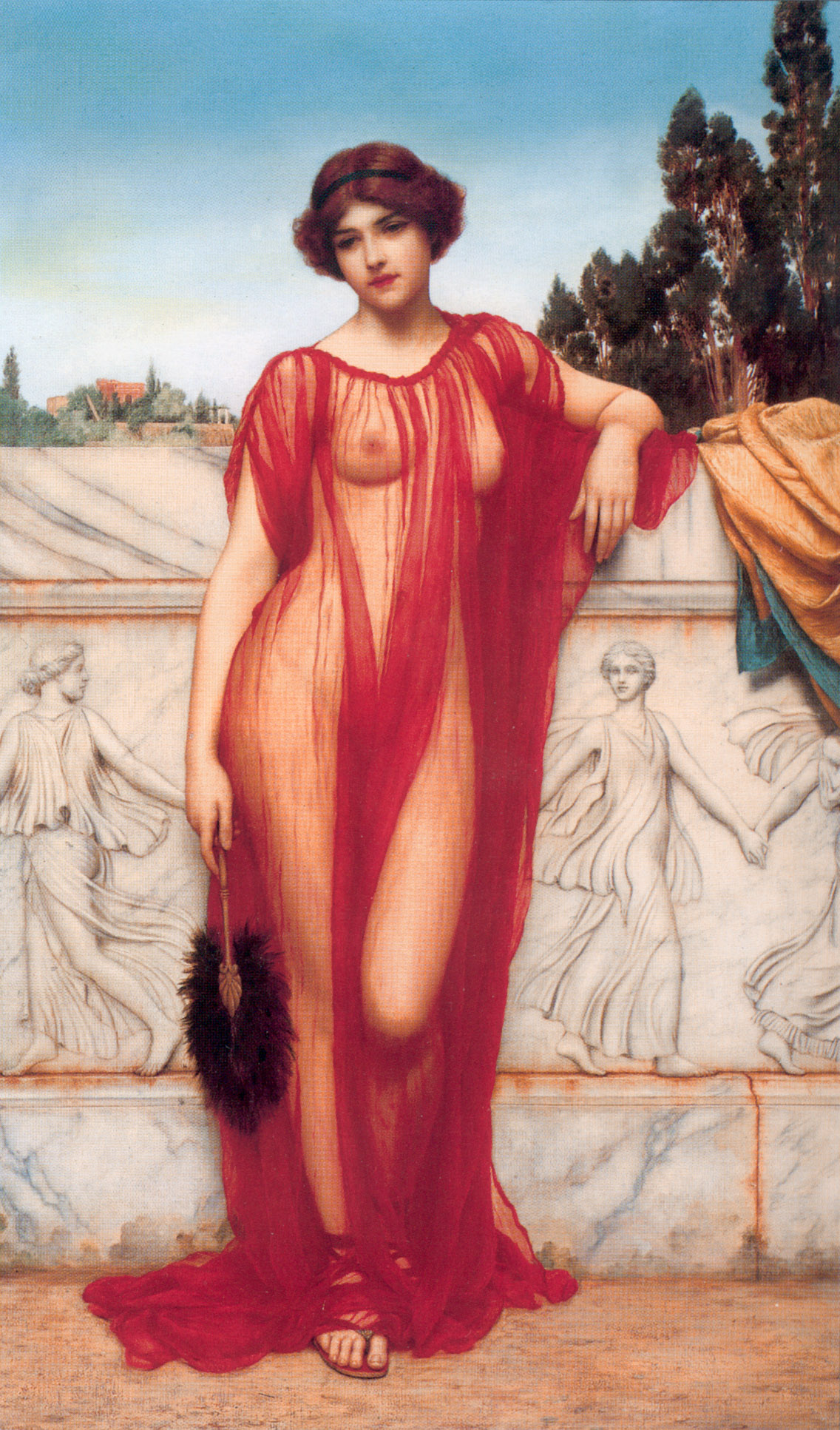
Atena, 1908
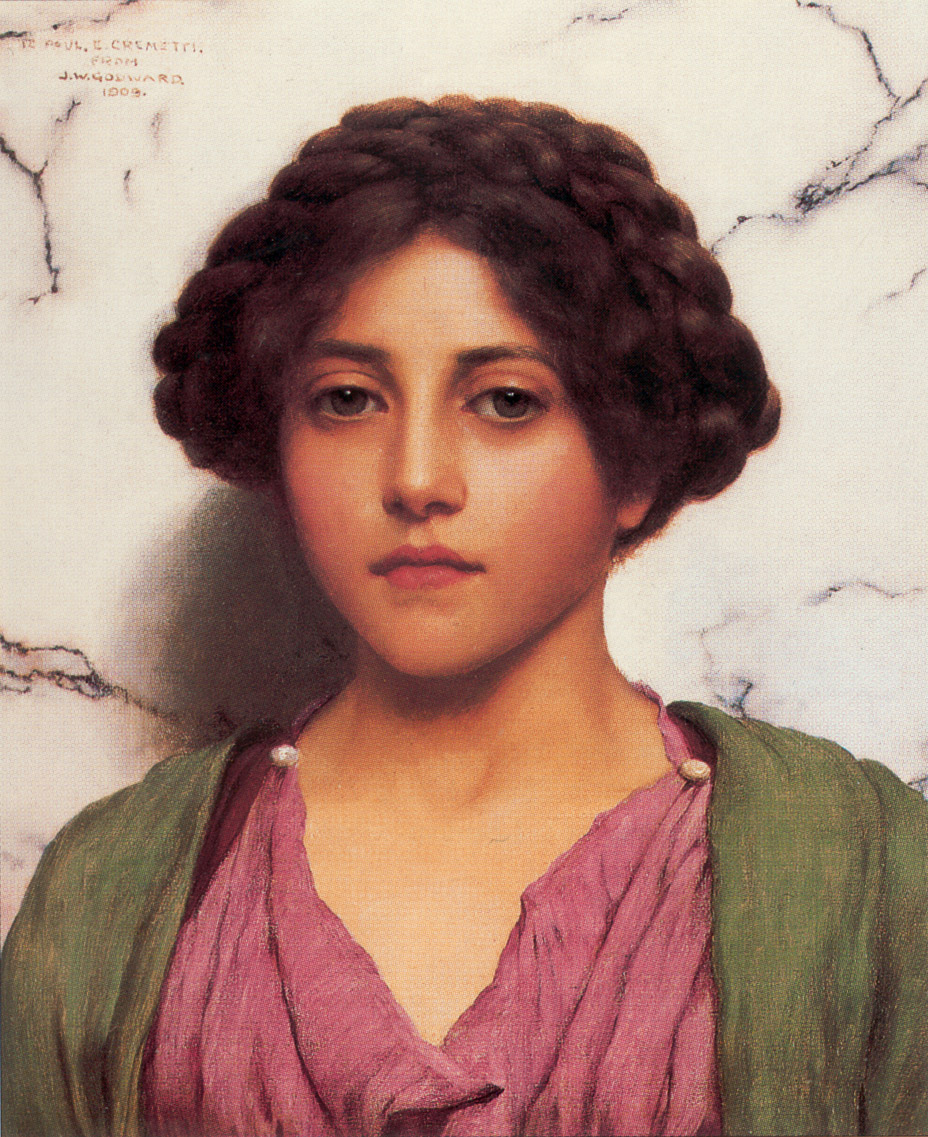
Klasyczna piękność, 1909

## Wybrane prace
- A Classical Beauty, 1909
- A Classical Lady, 1908
- A Cool Retreat, 1910
- A Fond farewell, 1918
- A Grecian Girl, 1908
- A Grecian Lovely, ok. 1909
- A Greek Beauty, 1905
- A Lily Pond, 1917
- A Melody, 1904
- A Pompeian Lady, 1891
- A Priestess, 1893 (akt)
- A Priestess, 1894
- A Red, Red Rose, 1920
- A Roman Matron, 1905
- A Tryst, 1912
- Absence Makes The Heart Grow Fonder, 1912
- Amaryllis, 1903
- An Italian Girl's Head, 1902
- An Offering To Venus, 1912
- Ancient Pastimes, 1916
- At The Garden Door, 1901
- At The Garden Shrine, Pompeii, 1892
- At The Gate Of The Temple, 1898
- Athenais, 1890
- By The Blue Ionian Sea, 1916
- By The Wayside, 1912
- Campaspe, 1896
- Chloris, 1901
- Classical Beauty, 1892
- Contemplation, 1922
- Dolce Far Niente, 1897
- Dolce Far Niente, 1904
- Drusilla, 1906
- Flabellifera, 1905
- Flowers Of Venus, 1890
- Girl In Yellow Drapery, 1901
- Golden Hours, 1913
- He Loves Me, He Loves Me Not, 1896
- His Birthday Gift, 1889
- Ianthe, 1889
- Idle Hours, 1901
- Idle thoughts, 1898
- Idleness, 1900
- In Realms Of Fancy, 1911
- In The Days Of Sappho, 1904
- In The Prime Of The Summer Time, 1915
- In The Tepidarium, 1913 (akt)
- Innocent Amusement, 1891
- Ionian Dancing Girl, 1902

- Ismenia, 1908
- La Pensierosa, 1913
- Le Billet Doux, 1913
- Leaning On The Balcony, 1892
- Lesbia With Her Sparrow, 1916
- Mischief, 1905
- Mischief And Repose, 1895
- Nerissa, 1906
- Noon Day Rest, 1910
- On The Balcony, 1898
- On The Balcony, 1911
- Reflections, 1893
- Reverie, 1910
- Reverie, 1912
- Sabinella, 1912
- Sappho, 1910
- Summer Flowers, 1903
- Sweet Dreams, 1901
- The Belvedere, 1913
- The Betrothed, 1892
- The Bouquet, 1899
- The Delphic Oracle, 1899
- The Favourite, 1901
- The Fruit Vendor, 1917
- The Jewel Casket, 1900
- The Love Letter, 1907
- The Mirror, 1899
- The Muse Erato At Her Lyre, 1895
- The Necklace, 1914
- The New Perfume, 1914
- The Old, Old Story, 1903
- The Peacock Fan, 1912
- The Playground, 1892
- The Rendezvous, 1903
- The Ring, 1898
- The Seamstress, 1901
- The Signal, 1899
- The Tambourine Girl, 1906 (dwie wersje)
- The Toilet, 1900
- Tranquility, 1914
- Tympanistria, 1909
- Under The Blossom That Hangs On The Bough, 1917
- Venus At The Bath, 1901 (akt)
- Venus Binding Her Hair, 1897 (akt)
- Waiting For An Answer, 1889
- With Violets Wreathed And Robe Of Saffron Hue, 1892
- Yes Or No, 1893
- Youth And Time, 1901